# Quarry Bank
Quarry Bank är en ort i distriktet Dudley, i grevskapet West Midlands, i England. Quarry Bank var en civil parish från 1894 till 1966 då den blev en del av Dudley och Warley. Civil parish hade 9 415 invånare år 1951. Quarry Bank var ett distrikt från 1894 till 1934 då den blev en del av Brierley Hill.